# 10/40の窓
10/40の窓、（英:The 10/40 Window ）は、キリスト教の福音宣教が困難な、北緯10度から40度の地域である。1990年代に宣教学者ルイス・ブッシュによってこの名称で呼ばれるようになった。

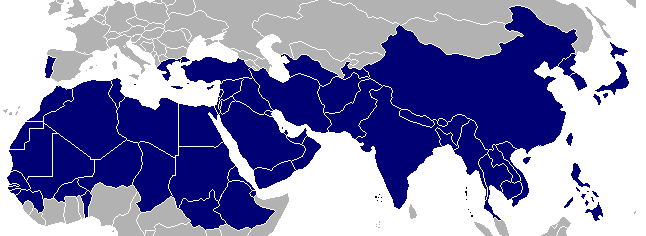
青色に塗られた諸国は北緯10度から北緯40度までに国土の大半が占められる国。ただしギリシャ・キプロスは正教国であり、ポルトガル・フィリピンはカトリック国であり、エチオピアはエチオピア正教会が優勢である。また韓国のクリスチャン人口も多い。

福音を聞いたことの無い人の95%とイスラム教、ヒンドゥー教、仏教、神道、儒教、道教、アニミズムの中心がこの地域に集中し、これらの国々の政府は、公式あるいは非公式にキリスト者の働きに反対している。
1989年のマニラにおける第二回世界伝道会議で、「福音に抵抗する地帯」としてこの地域に注意が向けられた。